# Chikkanahalli, Kunigal
Chikkanahalli là một làng thuộc tehsil Kunigal, huyện Tumkur, bang Karnataka, Ấn Độ.